# グスタボ・セサル
グスタボ・セサル・ベローソ（Gustavo César Veloso、1980年1月29日 - ）は、スペイン、ビラガルシーア・デ・アロウサ出身の自転車競技（ロードレース）選手。

## 経歴
2002年にプロ転向。
2007年、カルピン・ガリシア（後のシャコベオ・ガリシア）に移籍。
- ブエルタ・ア・エスパーニャ総合129位。

2008年
- カタルーニャ一周総合優勝。
- ブエルタ・ア・エスパーニャ総合29位。

2009年
- ブエルタ・ア・エスパーニャ第9ステージ勝利、総合41位。

2010年
- シャコベオ・ガリシアは同年限りでチームを解散することになったが、セサルにドーピング陽性の疑いがあるとして、同チームの内規により、1年間の出場保留処分とすることを決した[1]。

2012年、アンダルシーアと契約。